# Gladiatorer – Colosseums Hjältar
Gladiatorer – Colosseums Hjältar är en världshistorisk utställning som temporärt visades i Jönköping 2018. Utställningen speglar det romerska riket och gladiatorspelen.

## Historia
Utställningen kommer ursprungligen från Italien och visas 2018 för första gången i Sverige. Tidigare har utställningen turnerat världen runt och visats i bland annat Århus, Ottawa och Brisbane och skådats av mer än 500 000 människor. För varje ny utställningsplats erbjuds någonting nytt. I Jönköping tillkommer en del om Pompeji och en hel del annat som tidigare inte varit en del i originalframställningen.